# John Powers
Pour les articles homonymes, voir John Powers (homonymie) et Powers.
Ne doit pas être confondu avec John Power.
John Powers, né en 1957, est un orientaliste et bouddhologue américain. Il est professeur à l'université nationale australienne à Canberra, en Australie.

## Études
John Powers a obtenu son baccalauréat de philosophie et sciences des religions en 1979 au College of the Holy Cross, Worcester, Massachusetts, et sa maîtrise de philosophie indienne en 1984 à l'université McMaster à Hamilton, Ontario.
Son intérêt pour la culture et la religion tibétaine date de sa rencontre avec le 14e dalaï-lama en 1984 à Toronto qui l'amena à réorienter ses recherches sur la philosophie indienne bouddhiste vers l’interrelation entre l'Inde et le Tibet
En 1991, il a obtenu son doctorat en histoire des religions à l'université d'État de Virginie à Petersburg, Virginie.

## Carrière
Depuis 1995, John Powers est affilié à l'université nationale d'Australie. Depuis 2008, il occupe la chaire d'orientalisme scientifique. Powers a écrit plusieurs ouvrages dans le domaine du bouddhisme et en particulier le bouddhisme tibétain.
Parmi ses œuvres majeures en dehors de la bouddhologie, History as propaganda, où il compare le traitement de l'histoire du Tibet par différents tibétologues, et son Dictionnaire historique du Tibet, coécrit avec David Templeman

## Séjour dans des régions tibétaines en Chine
En 2008, ne pouvant se rendre dans la région autonome du Tibet, fermée après les troubles au Tibet en mars, John Powers s'est rendu dans des régions tibétaines de l'est. Il y a rencontré un moine, qui lui a déclaré s'être échappé d'un monastère du Tibet oriental, où des soldats chinois étaient venus fin mars et avaient tiré au hasard sur les moines, en représailles aux manifestations. Selon le moine, trois de ses amis proches avaient été abattus devant lui et il avait fui tandis que d'autres tirs atteignaient d'autres moines.

## Publications
- The Yogacara school of Buddhism: a bibliography, Scarecrow Press, 1991  (ISBN 978-0810825024)
- Two Commentaries On The Samdhinirmocana-Sutra By Asanga And Jnanagarbha, The Edwin Mellen Press, 1992  (ISBN 978-0773494770)
- Hermeneutics and tradition in the Samdhinirmocana-sutra, Brill, Leiden, 1993  (ISBN 978-8120819269)
- Introduction to Tibetan Buddhism, Snow Lion Publications, 1995  (ISBN 978-1559390262)
- (avec James Fieser), Scriptures of the West, McGraw Hill, Éducation, 1998  (ISBN 978-0072865233)
- Jnanagarbha's Commentary on Just the Maitreya Chapter from the Samdhinirmocana-Sutra, Indian Council of Philosophical Research, 1998  (ISBN 978-8185636375)
- Wisdom of Buddha: the Saṁdhinirmocana Sūtra, Dharma Publications, 1995,  (ISBN 978-0898002478)
- A Concise Encyclopedia of Buddhism, Oneworld, 2000,  (ISBN 978-1851682331)
- (avec James Fieser), Scriptures Of The World'S Religions, McGraw-Hill Éducation, 2003  (ISBN 978-0072865226)
- History as propaganda: Tibetan exiles versus the People's Republic of China, Oxford University Press, 2004  (ISBN 978-0195174267)
- Concise Introduction to Tibetan Buddhism, Snow Lion Publications, 2008  (ISBN 978-1559392969)
- A Bull of a Man: Images of Masculinity, Sex, and the Body in Indian Buddhism, Harvard University Press, 2009  (ISBN 978-0674033290)
- (avec Charles S. Prebish), Destroying Mara Forever - Buddhist Ethics Essays in Honor of Damien Keown, Snow Lion Publications, 2010  (ISBN 978-0674033290)
- (avec David Templeman) Historical Dictionary of Tibet, Scarecrow Press, 2012,  (ISBN 978-0810868052)
- The Buddha Party: How the People's Republic of China Works to Define and Control Tibetan Buddhism, Oxford University Press, 2016,  (ISBN 0199358176 et 9780199358175)